# 1956年コルチナ・ダンペッツオオリンピックのフィンランド選手団
1956年コルチナ・ダンペッツオオリンピックのフィンランド選手団（1956ねんコルチナ・ダンペッツオオリンピックのフィンランドせんしゅだん）は、1956年1月26日から2月5日まで、イタリアのコルティーナ・ダンペッツォで開催された1956年コルチナ・ダンペッツオオリンピックのフィンランド選手団、およびその競技結果。

## 概要
今大会は金メダル3個、銀メダル3個、銅メダル1個の合計7個のメダルを獲得した。

## メダル
| メダル | 選手名                                                                                  | 競技                   | 種目             |
| ------ | --------------------------------------------------------------------------------------- | ---------------------- | ---------------- |
| 金     | ヴェイッコ・ハクリネン                                                                  | クロスカントリースキー | 男子30km         |
| 金     | シルッカ・ポルクネン ミルヤ・ヒエタミエス シーリ・ランタネン                            | クロスカントリースキー | 女子3×5kmリレー  |
| 金     | アンティ・ヒュベリネン                                                                  | スキージャンプ         | 男子個人         |
| 銀     | ヴェイッコ・ハクリネン                                                                  | クロスカントリースキー | 男子50km         |
| 銀     | アウグスト・キウル ヨルマ・コルテライネン アルヴォ・ヴィータネン ヴェイッコ・ハクリネン | クロスカントリースキー | 男子4×10kmリレー |
| 銀     | アウリス・カラコルピ                                                                    | スキージャンプ         | 男子個人         |
| 銅     | トイボ・サローネン                                                                      | スピードスケート       | 男子1500m        |